# 내장산 나들목
내장산 나들목(Naejangsan IC)은 전북특별자치도 정읍시 입암면 하부리에 위치한 호남고속도로의 19번 교차로이다. 나들목 진출입로는 입암면 신면리와 접하고 있다. 건설 당시에는 내장 나들목이라는 가칭을 사용했다. 1번 국도와 지방도 제708호선을 통해 입암면, 정읍시내와 전라남도 담양군과 백양사로 진입할 수 있다.

## 연혁
- 1999년 7월 29일 : 2001년 12월까지 내장 나들목 건설로 인해 전라북도 정읍시 입암면 하부리 600m 구간 도로구역 변경[1]
- 2002년 9월 5일 : 내장산 나들목 개통과 함께 영업 개시[2]

## 구조물 정보
- 위치: 전북특별자치도 정읍시 입암면 하부리
- 영업소: 전북특별자치도 정읍시 입암면 가리대1길 38-25

## 접속하는 도로
- 지방도 제708호선 (첨단과학로, 입암로)

## 교통량 정보
| 요금소          | 통행량 (대/일) | 통행량 (대/일) | 통행량 (대/일) | 통행량 (대/일) | 통행량 (대/일) | 통행량 (대/일) | 통행량 (대/일) | 통행량 (대/일) | 통행량 (대/일) | 통행량 (대/일) | 각주  |
| 요금소          | 2001년         | 2002년         | 2003년         | 2004년         | 2005년         | 2006년         | 2007년         | 2008년         | 2009년         | 2010년         | 각주  |
| --------------- | -------------- | -------------- | -------------- | -------------- | -------------- | -------------- | -------------- | -------------- | -------------- | -------------- | ----- |
| 내장산 (폐쇄식) | 미개통         | 884            | 684            | 762            | 839            | 904            | 1,085          | 962            | 967            | 941            | [ 3 ] |
| 요금소          | 2011년         | 2012년         | 2013년         | 2014년         | 2015년         | 2016년         | 2017년         | 2018년         | 2019년         |                | [ 3 ] |
| 내장산 (폐쇄식) | 904            | 911            | 946            | 958            | 1,007          | 1,180          | 1,339          | 1,447          | 1,608          |                | [ 3 ] |